# Breitscheid (Meteorit)
Koordinaten: 50° 40′ 1″ N, 8° 11′ 11″ O
Der Meteorit Breitscheid ist ein gewöhnlicher Chondrit (Gruppe H5), dessen Fall am 11. August 1956 zwischen 15:30 und 15:45 beim Ortsteil Gusternhain der hessischen Gemeinde Breitscheid beobachtet wurde. Beim Niedergang und Aufprall ist er in mindestens 14 Teile zerborsten. Seine ursprüngliche Masse wurde anfänglich auf weniger als 1 kg geschätzt, doch die Gesamtmasse der geborgenen Teilstücke beträgt heute bereits 1,5 kg.

## Fall und Auffindung
Nach Zeugenaussagen zeichnete der Niedergang am Nachmittag des 11. August 1956 eine kurze, hellgelbe, etwas rötliche, nach hinten breiter werdende feurige Spur am Himmel.
Während des Falles waren Geräusche zu hören, die an eine Dampflokomotive erinnerten, wenn sie ihren Dampf ausstößt. Ein Aufprall war jedoch nicht zu hören.
Als Augenzeugen sind folgende Personen dokumentiert: Josefine  Reich (die ca. 45 Meter von der Einschlagstelle entfernt stand), Karl Reich, Josef Klier, Frau Fork und Rudolf Zenzinger.
Etwa 30 Minuten nach dem Fall wurde der Meteorit gefunden, der in etwa 40 cm Tiefe im Boden steckte.
Am Einschlagsort war nach abgebrochenen Baumästen und dem Aussehen des Kraterlochs zu urteilen, dass der Meteorit in einem Winkel von 45° von Westen nach Osten gefallen war.
Offenbar war der Meteorit durch den Aufprall auf einen Basaltstein im Boden in vier ungleiche Teile zerbrochen. Der Meteorit – zumindest das Hauptfragment – soll noch lange Zeit warm gewesen sein.
Die Entdecker des Steins waren zunächst der Meinung, dass er von einem kurz zuvor vorbeigeflogen Flugzeug gefallen wäre und als ein Brocken Zement keinerlei wissenschaftlichen Wert besitze. Die vier Bruchstücke wurden von ihnen daher weiter zerschlagen und auch an Interessierte weitergegeben. Ein Fragment wurde zum Test in einem Ofen der 12 Westerwälder Tonindustrie GmbH (Breitscheid, Friedrichstraße 1) 12 Stunden lang auf 1.300 °C erhitzt, um zu sehen, ob enthaltenes Material vielleicht schmilzt.

## Analysen und Aufbewahrung
Der Chemotechniker Günther Thielmann, der 14 Tage nach dem Fall von dem Ereignis erfahren hatte, vermutet als erster, dass es sich um einen Meteoriten handelt. Er notierte die Augenzeugenberichte und führte anhand der Bruchstücke die er erwerben konnte im Labor der Burgerhütte (Burger Eisenwerke) eine erste quantitative Analyse der chemischen Zusammensetzung und der Metallographie durch. Über den Fall und seine Ergebnisse berichtete er in der Zeitschrift Kosmos.
Ende September wurde der Fall des Meteoriten Ilsemarie Schüler und Friedrich A. Paneth vom Max-Planck-Institut für Chemie in Mainz bekannt. Es gelang in der Folge dem Institut mit insgesamt acht Fragmenten die Hauptmasse des Meteoriten zu erwerben, um chemische, radiochemische und petrographische Untersuchungen durchgeführt werden. Die Ergebnisse dieser Untersuchungen werden in Geochimica et Cosmochimica Acta veröffentlicht.
Daneben befindet sich heute das für solche Analysen wertlose im Ofen erhitzte Fragment im Heimatmuseum der Stadt Herborn.
Schon den Findern war aufgefallen, dass der Stein innen feinkörnig glitzernd, ansonsten zementgrau und außen schwarz gefärbt war.
Der Meteorit wird heute offiziell klassifiziert als Steinmeteorit, genauer als hellgrauer Chondrit der Gruppe H5 (Bronzit-Olivin-Chondrit). Er ist von Adern durchzogen und es sind Xenolith-Einschlüsse vorhanden; seine Schockklasse wird mit S3 angegeben.
Nach Thielmann hat der gefundene Meteorit hat eine ca. 1–2 mm dicke blauschwarze Rinde, unter der mit einer Lupe stellenweise schwefelhaltige Ausblühungen erkennen kann. Im Inneren des Steins sind kleine glasartige Körper (Chondren) zu sehen. Das Material besteht zu etwas über 40 % aus Siliciumdioxid (SiO2).
Aus den Bruchstücken und der Tiefe des Einschlaglochs hatte man ursprünglich geschlossen, dass das ursprüngliche Gewicht des Steins etwas weniger als 1 kg betragen haben muss.
Die Gesamtmasse des Meteoriten wird inzwischen jedoch mit 1,5 kg angegeben,
von denen heute 970 g erhalten sind.
Insgesamt umfasst der Meteorit heute mindestens 14 Fragmente.

## Herkunft
Nach den Ergebnissen der Untersuchungen stammt der Meteorit von einem Körper, der vor ca. 3,3 Milliarden Jahre durch Abkühlung erstarrte und dann – vor ungefähr 20–50 Millionen Jahren auseinander geborsten ist; so lange war dann der Brocken der Strahlung im Weltraum (Sonnenwind) ausgesetzt (Bestrahlungsalter). Seine Bruchstücke kreisen seitdem um die Sonne. Wenn deren Bahnen die Erdbahn kreuzen besteht die Möglichkeit, dass sie auf die Erde stürzen.